# Кубок ЮАР по футболу
Кубок ЮАР по футболу, или Кубок Недбанк (англ. Nedbank Cup) — южноафриканский национальный кубковый турнир по футболу, проводящийся ЮАФА.
Кубок Восьми основан в 1971 году, с 2008 года носит название действующего спонсора — компании Nedbank. Также турнир проводился под названиями Life Challenge Cup, Benson и Hedges Trophy, Mainstay Cup, Bob Save Super Bowl, ABSA Cup.

## Формула розыгрыша
В кубке принимают участие 40 команд: 16 из Премьер-лиги, 16 из Первого дивизиона, 8 лучших любительских команд Третьей лиги.
Розыгрыш турнира стартует с 1/32 финала, в котором участвуют 16 команд, 8 победителей от каждой пары проходят в 1/16 финала, где стартуют остальные клубы ЮАР. Победитель кубка квалифицируется в Кубок Конфедерации КАФ на следующий сезон. Все игры проводятся в одноматчевом поединке.

## Призовой фонд
Призовой фонд турнира — 14 млн. рандов, 6 млн получает победитель, 2,5 млн. — серебряный призёр, команды 3-го и 4-го места — по миллиону, с 5-го по 8-е места — 400 тыс., с 9-го по 16-е — 200 тыс., с 17-го по 32-е — 100 тыс.

## Победители
- 1971: Кайзер Чифс
- 1972: Кайзер Чифс
- 1973: Орландо Пайретс
- 1974: Орландо Пайретс
- 1975: Орландо Пайретс
- 1976: Кайзер Чифс
- 1977: Кайзер Чифс
- 1978: Витс Юниверсити
- 1979: Кайзер Чифс
- 1980: Орландо Пайретс
- 1981: Кайзер Чифс
- 1982: Кайзер Чифс
- 1983: Морока Свэллоуз
- 1984: Кайзер Чифс
- 1985: Блумфонтейн Селтик
- 1986: Мамелоди Сандаунз
- 1987: Кайзер Чифс
- 1988: Орландо Пайретс
- 1989: Морока Свэллоуз
- 1990: Джомо Космос
- 1991: Морока Свэллоуз
- 1992: Кайзер Чифс
- 1993: Витбанк Блэк Эйсиз
- 1994: Ваал Пофессионалс
- 1995: Кейптаун Сперс
- 1996: Орландо Пайретс
- 1998: Мамелоди Сандаунз
- 1999: Суперспорт Юнайтед
- 2000: Кайзер Чифс
- 2001: Сантос
- 2003: Сантос
- 2004: Морока Свэллоуз
- 2005: Мамелоди Сандаунз
- 2006: Кайзер Чифс
- 2007: Аякс (Кейптаун)
- 2008: Мамелоди Сандаунз
- 2008/09: Морока Свэллоуз
- 2009/10: Витс Юниверсити
- 2010/11: Орландо Пайретс
- 2011/12: Суперспорт Юнайтед
- 2012/13: Кайзер Чифс
- 2013/14: Орландо Пайретс
- 2014/15: Мамелоди Сандаунз
- 2015/16: Суперспорт Юнайтед
- 2016/17: Суперспорт Юнайтед
- 2017/18: Фри Стэйт Старс
- 2018/19: ТС Гэлакси
- 2019/20: Мамелоди Сандаунз
- 2020/21: Тшахума
- 2021/22: Мамелоди Сандаунз
- 2022/23: Орландо Пайретс